# Novembre 1992

## Événements
- 3 novembre : élection de Bill Clinton comme président des États-Unis.
- 4 novembre : Ion Iliescu, réélu président de Roumanie, nomme un nouveau gouvernement.
- 8 novembre (Formule 1) : Grand Prix automobile d'Australie.
- 12 novembre : le gouvernement Rafiq Hariri est investi au Liban.
- 20 novembre : incendie du Château de Windsor.
- 24 novembre : les forces américaines se retirent des Philippines.

## Naissances
- 3 novembre
  - Joseph Clarke, céiste anglais.
  - Alexia Fancelli, kitesurfeuse française.
  - Akeem Haynes, sprinter canadien d'origine jamaïcaine.
  - Donovan Léon, footballeur français international guyanais.
  - Valeria Solovieva (Валерия Александровна Соловьёва), joueuse de tennis russe.
- 9 novembre : Taissia Shanti, actrice pornographique russe.
- 13 novembre : Daniel Gossett, joueur de baseball américain.
- 17 novembre : Takayoshi Ishihara, footballeur japonais.
- 20 novembre : Georges Tomb, compositeur et pianiste libanais.
- 21 novembre : Rino Sashihara, chanteuse japonaise.
  - Davido, chanteur nigérian.
- 23 novembre : Miley Cyrus, actrice et chanteuse américaine.
- 27 novembre : Chanyeol (박찬열), rappeur, chanteur, danseur, compositeur, musicien et acteur sud-coréen, membre du boys band EXO
- 28 novembre : Adam Hicks, acteur, rappeur et danseur américain.

## Décès
- 4 novembre : Kazimierz Smogorzewski, journaliste polonais (° 24 février 1896).
- 5 novembre : Jan Oort, astronome néerlandais (° 28 avril 1900).
- 7 novembre :
  - Alexander Dubček, homme politique tchécoslovaque (° 27 novembre 1921).
  - Jack Kelly, acteur américain (° 16 septembre 1927)
  - René Hamel, coureur cycliste français (° 14 octobre 1902).
- 10 novembre : Chuck Connors, acteur américain (° 10 avril 1921).
- 13 novembre : Maurice Ohana, compositeur français (° 12 juin 1913).
- 14 novembre : Dante Gianello, coureur cycliste français (° 26 mars 1912).
- 24 novembre :
  - Henriette Puig-Roget, compositrice, pianiste et organiste française (° 9 janvier 1910).
  - George Adams, saxophoniste de jazz américain, (° 29 avril 1940).
- 30 novembre : Lawrence T. Picachy, cardinal indien, jésuite et archevêque de Calcutta (° 7 août 1916).